# Xã Noblesville, Quận Hamilton, Indiana
Xã Noblesville (tiếng Anh: Noblesville Township) là một xã thuộc quận Hamilton, tiểu bang Indiana, Hoa Kỳ. Năm 2010, dân số của xã này là 50.564 người.